# Ramal Gobernador Sola-Raíces del Ferrocarril General Urquiza

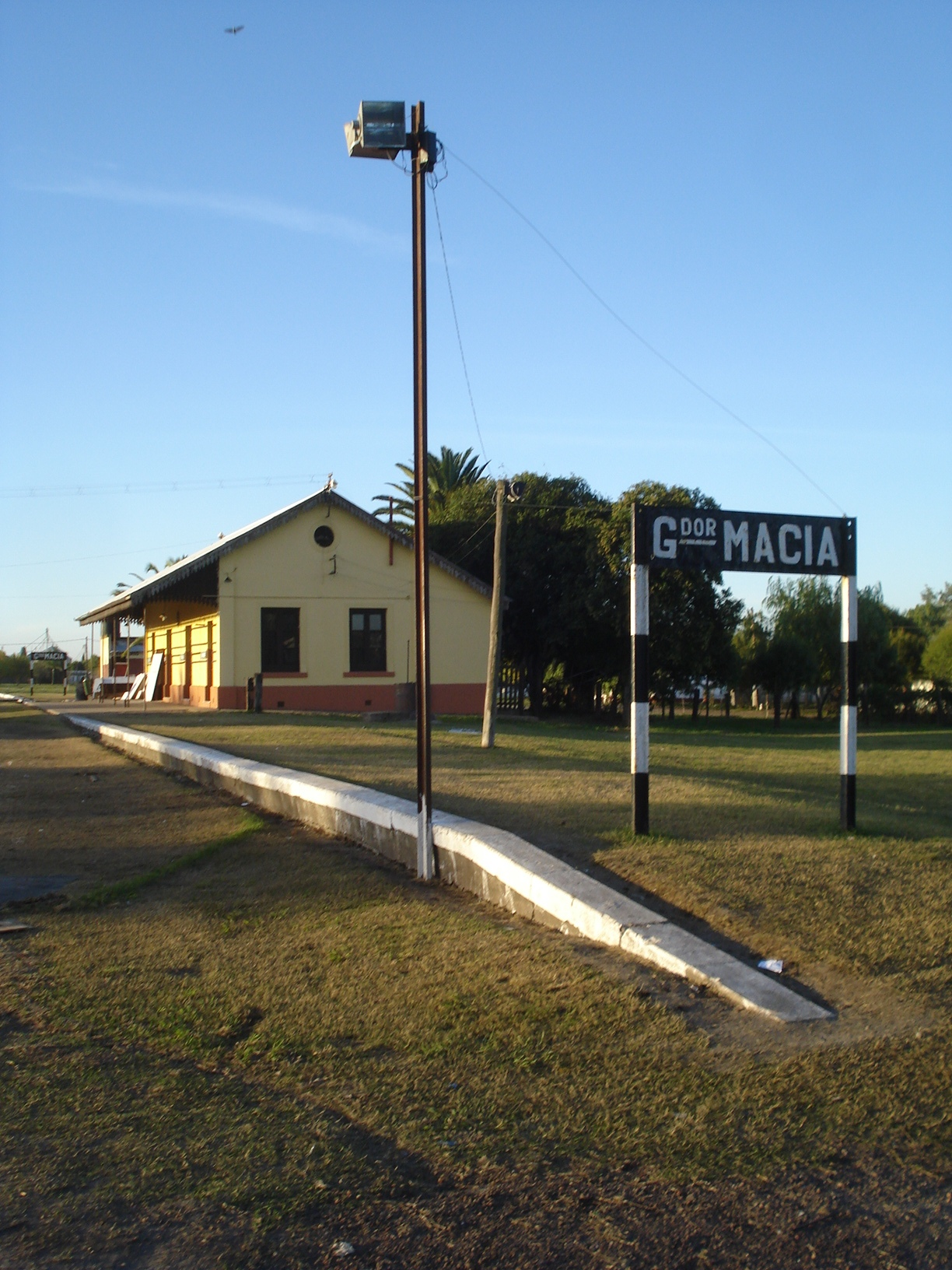
Estación Gobernador Maciá

El ramal Gobernador Sola-Raíces (ramal U-9) es un desactivado ramal de trocha 1.435 m del Ferrocarril General Urquiza en Argentina. Se halla íntegramente en la provincia de Entre Ríos. Atraviesa parte de los departamentos Villaguay y Tala a través de 53 km. La construcción del ramal es el origen de la ciudad de Maciá.

## Historia
El 5 de noviembre de 1898 fue firmado el contrato entre el gobernador provincial Salvador Maciá y la empresa Ferrocarril Entre Ríos (The Entre Rios Railways Company Limited) para la construcción de un ramal entre la estación Gobernador Sola y San José de Feliciano, aprobado por ley provincial de 17 de noviembre de 1898. 
El 11 de octubre de 1899 fue inaugurada oficialmente la 1° sección de este ramal hasta la estación Gobernador Maciá. La 2° sección desde Gobernador Maciá hasta la estación Raíces fue inaugurada el 18 de febrero de 1932.
El 1 de marzo de 1948 el Estado nacional tomó formal posesión del Ferrocarril Entre Ríos y el 1 de enero de 1949 quedó integrado dentro del nuevo Ferrocarril Nacional General Urquiza creado ese día. 
El último tren pasó el 13 de noviembre de 1977, cuando el ramal fue clausurado por el gobierno militar.
El decreto n.º 532/1992 del 27 de marzo de 1992 convocó a las provincias a que antes del 30 de abril de 1992 -en que fueron cerrados definitivamente- ofrecieran interés en la concesión de varios ramales ya clausurados (algunos desde décadas anteriores), entre los cuales estaba el de Sola a Raíces. Como no hubo interés, gran parte de las vías se encuentran levantadas y otras en estado de total abandono. 